# Cristián de Sajonia-Weissenfels
Cristián, duque de Sajonia-Weissenfels (Weissenfels, 23 de febrero de 1682 - Sangerhausen, 28 de junio de 1736) fue un duque de Sajonia-Weissenfels-Querfurt y miembro de la Casa de Wettin.
Era el sexto hijo y el segundo de los supervivientes de Juan Adolfo I, duque de Sajonia-Weissenfels, de su primera esposa, Juana Magdalena de Sajonia-Altenburgo.

## Gobierno del ducado
Cristián heredó el ducado de Sajonia-Weissenfels tras la muerte de su hermano el mayor, Juan Jorge, sin descendencia masculina el 16 de marzo de 1712 y siguió la política de mecenazgo y promoción de las ciencias, la educación y la cultura de sus predecesores; en esta tradición, creó el Seminarium illustre en Weissenfels en 1716. Su liberalidad con el gasto, que excedía con diferencia de los ingresos de su pequeño ducado, le llevó al colapso financiero en 1719. Para manejar la crisis, el Electorado de Sajonia creó una comisión de débito que controló las finanzas del ducado hasta que su línea masculina se extinguió (tanto el duque como su hermano carecieron de descendientes masculinos). La comisión fue exigida por el emperador Carlos VI de Austria; limitó sustancialmente la capacidad de adoptar decisiones políticas. 

## Cantatas de Bach
Para su trigésimo primer aniversario, en el año 1713, el compositor Johann Sebastian Bach escribió la famosa cantata Was mir behagt, ist nur die muntre Jagd, BWV 208 (Una alegre caza es todo lo que mi corazón desea) como música ocasional con un carácter pastoral. Fue interpretada en Weissenfels por la tarde, después de una jornada de caza. Cristián es mencionado cuatro veces en el libreto de Salomon Franck para la cantata y equivalía a la deuidad clásica Pan. La caza se caracteriza como una actividad apropiada para príncipes. 
Franck fue el poeta de la corte de Weimar, y es probable que la cantata de la caza fuera encargada por el duque Guillermo Ernesto de Sajonia-Weimar como regalo para Cristián. Sin embargo, Bach recibió más tarde encargos directamente de la corte de Weissenfels.
Para el 43.º aniversario de Cristián en 1725 Bach escribió la cantata del pastor Entfliehet, verschwindet, entweichet, ihr Sorgen, BWV 249a ("Escapad, desapareced, dispersáos, oh, penas"), su música se ha perdido pero sobrevive como la parodia del Oratorio de Pascua. En 1729 Bach compuso O angenehme Melodei, BWV 210a para la visita del duque a Leipzig.

## Matrimonio y sucesión
En Stolberg el 12 de mayo de 1712, Cristián se casó con Luisa Cristina de Stolberg-Stolberg-Ortenberg, condesa viuda de Mansfeld-Eisleben.
Para esta ocasión, el elector Federico Augusto I de Sajonia, encargó que se confeccionara la Copa de Caza Weissenfelser (la Weißenfelser Jagdpokal) como un regalo para la pareja. Fue una obra maestra costosa y compleja de oro forjado ejecutado por los hermanos Johann Melchior y George Christoph Dinglinger; se inspiró artísticamente en la preferencia del duque por la caza. La copa continuó en posesión de la casa ducal de Sajonia-Weissenfels hasta que se extinguió; después de esto, de nuevo pasó a posesión del elector de Sajonia y puede admirarse hoy en día en la Bóveda verde (Grünes Gewölbe).
El matrimonio de Cristián no tuvo hijos. Sin herederos, le sucedió a su muerte su hermano menor, Juan Adolfo II.
| Predecesor: Juan Jorge | Duque de Sajonia-Weissenfels 1712-1736 | Sucesor: Juan Adolfo II |

- Esta obra contiene una traducción  derivada de «Christian, Duke of Saxe-Weissenfels» de Wikipedia en inglés, publicada por sus editores bajo la Licencia de documentación libre de GNU y la Licencia Creative Commons Atribución-CompartirIgual 4.0 Internacional.

- Datos: Q552887
- Multimedia: Christian, Duke of Saxe-Weissenfels / Q552887